# 3K96 リドゥート
3K96 リドゥート（ロシア語: 3К96 «Редут»)は、ロシア連邦が開発した艦対空ミサイルシステムである。

## 概要
リドゥートは陸上型のS-400と並行して開発が進められたシステムで、複数の異なるミサイルを使用することにより、このシステム一つで長距離から近距離まで対応できる。
ソビエト連邦時代後期からロシア連邦時代にかけて、海軍艦艇の対空ミサイルシステムは、長距離用のS-300F フォールト、中距離用の(3K90ウラガン/3K37ヨーシュ)、近距離用の3K95 キンジャールと能力によって異なるシステムが作られ、各艦艇に装備されてきた。リドゥートは一つのシステムでこれらの三つのシステムを代替できる点で非常に画期的である。

## 使用ミサイル
長距離用
48N6系列で、射程約200kmの48N6E2が使われる。S-400用には48N6DM(射程約250km)という最新型が開発されており、これも搭載される可能性がある。48N6E2は限定的な弾道ミサイル対処能力を持つ。1セルに1本のミサイルが格納される。指令、慣性、セミアクティブ・レーダー・ホーミング（SARH）誘導。
中距離用
9M96系列で、射程約40kmの9M96E1と、射程約120kmの9M96E2がある。9M96系列は小型な為、4発入るとされているが、実際には1発で運用されているとみられる。慣性、アクティブ・レーダー・ホーミング（ARH）誘導。
近距離用
陸上型S-400にはないミサイルであるが、このシステムでは近距離用に射程約15kmの9M100を使用する。これはR-73から派生した個艦防空用の短距離ミサイル。こちらは1セルに4本のミサイルが格納できると言われている。赤外線誘導。

## 誘導システム
22350型フリゲートの場合、艦橋の4面に貼り付けられているフェーズドアレイレーダー「ポリメント」によって誘導が行われる。
20381/20385型コルベットの場合はポリメントを搭載しておらず、「フルケ」と呼ばれるフェーズドアレイレーダーによって誘導される。

## 搭載艦
- ロシア海軍
  - アドミラル・ゴルシコフ級フリゲート
  - 20381/20385型コルベット